# 广元西站
广元西站位于四川省广元市利州区上西街道吴家浩村，有宝成铁路、广元西兰渝货联线与广元西宝成货联线通过，由国铁成都局集团广元车务段管辖。车站启用于2015年7月1日，为四等中间站，仅办理货运业务。

## 设施

### 站场
车站为东北—西南走向（曲线型），共有22股道，其中正线4股、到发线11股、机待线3条、牵出线1条、安全线2条、段管线1条。车站站房设于线左。车站下行咽喉（西南）引出有广元铁路综合物流基地专用线。车站上下行区间均为复线，上下行区间及站内均已电气化。

### 远距离道岔
广元西宝成货联线自宝成铁路冉家河站—广元兰渝宝成场区间引出，共设道岔3组（其中1组为安全线道岔）。分歧道岔曾称线路所，并以宝成铁路里程命名，其中，设于宝成下行线的道岔原称K340线路所，设于宝成上行线的道岔原称K341线路所。现今，两线路所均属广元西站控制管理，属远距离道岔，道岔附近未设置控制站房。